# 馬薩格特
馬薩格特是中部非洲國家乍得的城市，由哈傑爾-拉密區負責管轄，位於該國西部，鎮上有大型牲畜市場，2008年人口18,872，是全國第17大城市。